# Мост Фридриха Эберта (Бонн)
Мост Фридриха Эберта (нем. Friedrich-Ebert-Brücke) — вантовый мост через Рейн, расположенный в городе Бонне (Германия, федеральная земля Северный Рейн — Вестфалия) на расстоянии 657,145 км от истока реки. Мост соединяет городские районы Бёйель и Бонн (de:Bonn (Stadtbezirk)). По мосту проходит автобан №565 (de:Bundesautobahn 565).

Мост назван в честь видного немецкого социал-демократа, одного из ведущих деятелей СДПГ, первого рейхспрезидента Веймарской республики Фридриха Эберта.

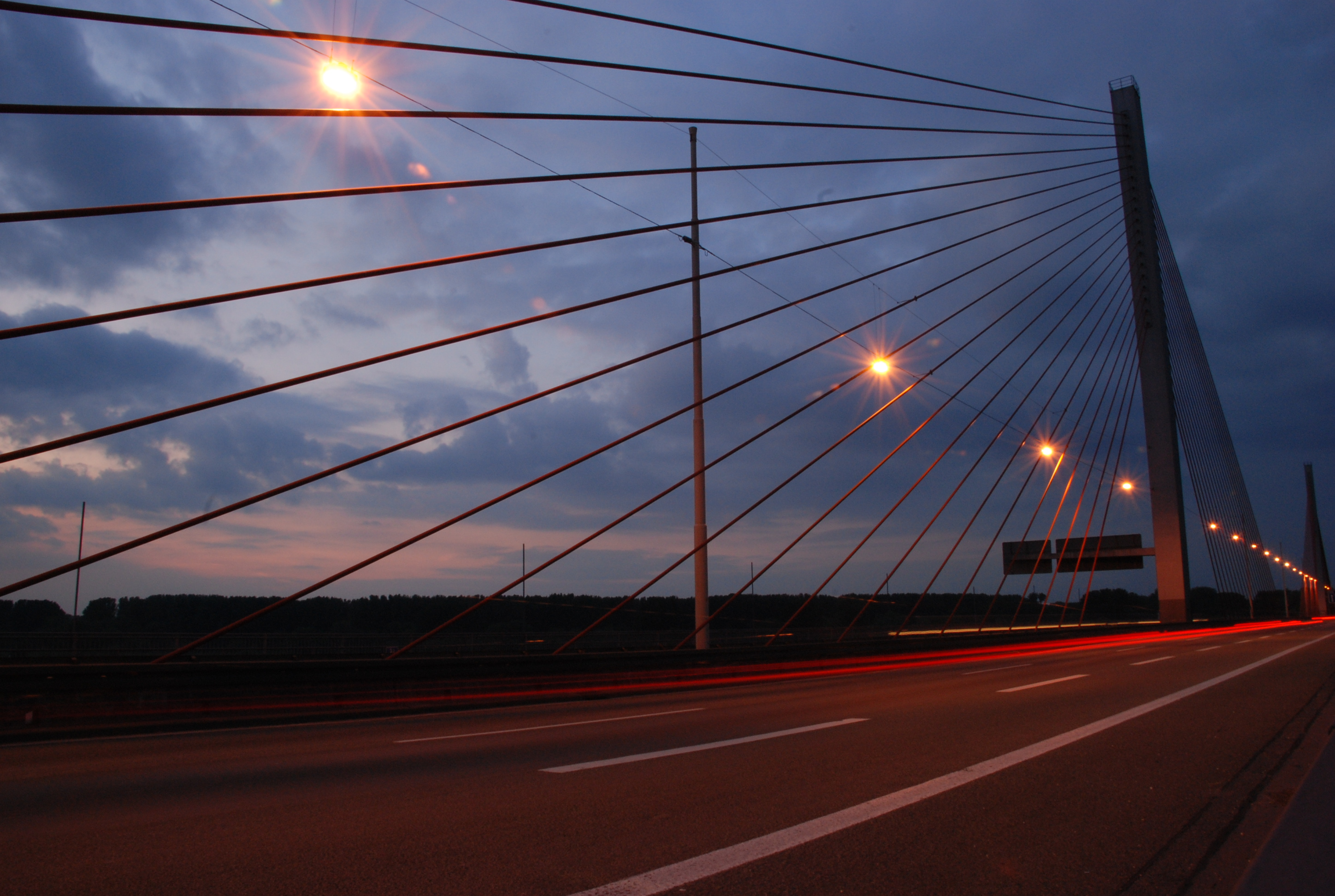
Вид моста вечером

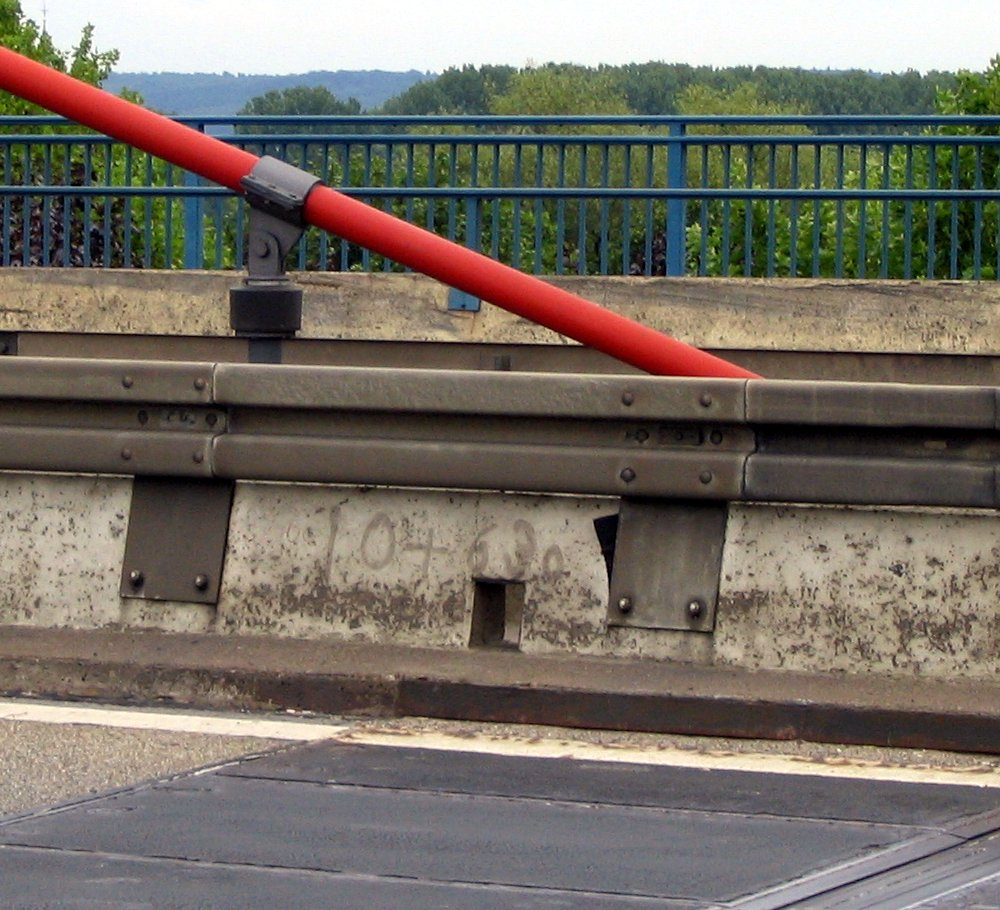
Один из глушителей колебаний

## История
Решение о строительстве моста через Рейн в северной части Бонна было принято в 1961 году. Проект моста выполнил инженер Хельмут Хомберг (de:Hellmut Homberg) при участии архитектора Генриха Бартманна (de:Heinrich Bartmann).

Строительство моста началось в августе 1963 года. Ведение строительных работ было поручено компании «Hein, Lehmann & Co.». Торжественное открытие моста состоялось 28 июня 1967 года.

В 1994—1996 годах был выполнен комплекс ремонтных работ и мероприятий по антикоррозионной защите.

12 июня 1998 года сильный северо-восточный ветер вызвал колебание вантов, что в свою очередь привело к возникновению общей вибрации моста. Хоть это и не вызвало сколько-нибудь серьёзных повреждений мостовых конструкций, тем не менее движение по мосту пришлось остановить на несколько часов, для выполнения мероприятий по гашению колебаний вантов (все ванты были временно связаны друг с другом при помощи деревянных брусков). Чтобы избежать возникновения подобной проблемы в будущем, на каждый вант были установлены специальные гасители колебаний.

После того как в 2010 году была закончена реконструкция моста Кеннеди было решено провести капитальную реконструкцию моста Фридриха Эберта. Первоначально было принято решение о начале ремонтных работ в 2011 году, но впоследствии сроки начала работ были перенесены на 2014 год. Ожидается, что работы будут проводиться в течение трёх лет.

## Технические данные[5]
- Количество пилонов — 2
- Высота пилонов — 53,0 м
- Количество вантов — 40
- Материал пилонов — сталь
- Материал полотна — сталь
- Материал вантов — сталь
- Высота над уровнем реки — 9,0 м
- Схема пролетов — 120,1 м — 280,0 м — 120,1 м
- Главный пролёт — 280 м
- Длина моста — 520 м
- Общая длина моста с подъездными эстакадами — 1290 м
- Ширина моста — 35,8 м
- Мост пересекает Рейн под углом 107,29°